# Formosia flavipennis
Formosia flavipennis là một loài ruồi trong họ Tachinidae.